# دوري هونغ كونغ لكرة القدم 1975–76
دوري هونغ كونغ لكرة القدم 1975–76 هو الموسم 31 من دوري هونغ كونغ لكرة القدم ‏. كان عدد الأندية المشاركة فيه 12، وفاز فيه نادي جنوب الصين.